# Stanford (Bedfordshire)
Stanford – przysiółek w Anglii, w Bedfordshire. Leży 4,5 km od miasta Biggleswade, 14,2 km od miasta Bedford i 62,1 km od Londynu. W latach 1870–1872 miejscowość liczyła 385 mieszkańców. Stanford jest wspomniana w Domesday Book (1086) jako Stanford(e).